# Brachycyrtus australis
Brachycyrtus australis är en stekelart som beskrevs av Per Abraham Roman 1915. Brachycyrtus australis ingår i släktet Brachycyrtus och familjen brokparasitsteklar. Inga underarter finns listade.